# If You Had My Love
"If You Had My Love" é uma canção da artista musical estadunidense Jennifer Lopez, contida em seu álbum de estreia On the 6 (1999). Foi composta e produzida por Rodney Jerkins, com escrita adicional por LaShawn Daniels e Cory Rooney. Inspirada a iniciar uma carreira musical após interpretar Selena em sua cinebiografia, Lopez gravou uma demo em espanhol e iniciou as gravações de seu primeiro disco após ser contratada pela Work Group, com o presidente Tommy Mottola incentivando-a a priorizar o inglês. Inicialmente, a canção estava inclusa em um CD de sons instrumentais que seria enviado ao cantor Michael Jackson, mas ele se recusou a gravá-la, dizendo que "If You Had My Love" ficaria melhor adequada na voz de uma cantora. Uma história diferente, no entanto, foi publicada pelo jornalista Damien Shields em 2015, que afirmou que Lopez já teria gravado o tema quando Jackson o ouviu.
A faixa foi lançada como o single de estreia de Lopez em 11 de maio de 1999, através da Work Group e da Columbia Records, sendo comercializada em CD single, fita cassete, maxi single e vinil. Gravada nos Sony Music Studios e The Hit Factory, ambos situados em Nova Iorque, "If You Had My Love" é uma canção musicalmente derivada dos gêneros pop e R&B, com influências de salsa e hip hop, com sua estrutura sendo constituída de um andamento moderado de 94 batidas por minuto e instrumentação que inclui piano, guitarra e instrumentos de cordas. Suas letras são similares a uma conversa e tratam do início de um novo relacionamento, com a cantora confrontando seu admirador com uma série de regras. Controvérsia foi criada acerca de sua composição devido ao fato de Jerkins ter elaborado uma "música quase idêntica" à cantora Chanté Moore.
"If You Had My Love" recebeu análises positivas de críticos musicais, que elogiaram seu ritmo e sua produção, vencendo o Teen Choice Award de Canção de Verão em 1999. A faixa também foi bem recebida comercialmente, liderando as tabelas da Austrália, Canadá, Dinamarca, Espanha, Finlândia e Nova Zelândia, e foi listada entre as dez melhores posições em uma série de países como Alemanha, Bélgica, França, Itália, Reino Unido, Suécia e Suíça. Nos Estados Unidos, liderou a Billboard Hot 100 por cinco semanas consecutivas, encerrando o ano como a 12.ª mais vendida com 1,2 milhões de cópias adquiridas. Este desempenho positivo resultou em várias certificações para a faixa, incluindo platina atribuída pela Recording Industry Association of America (RIAA) e prata pela British Phonographic Industry (BPI).
Dirigido por Paul Hunter e lançado em 17 de maio de 1999 no programa Total Request Live, o vídeo musical correspondente possui um conceito voyeurístico virtual no qual visitantes de uma página na Internet direcionam as ações de Lopez. Bem recebido criticamente, foi indicado em quatro MTV Video Music Awards naquele ano e recebeu grande transmissão pela MTV tanto nos Estados Unidos quanto internacionalmente, ajudando Lopez a entrar em um cenário até então predominantemente dominado por Janet Jackson e Madonna, tendo sido notado por seu impacto em vídeos musicais contemporâneos. Lopez apresentou "If You Had My Love" nos Blockbuster Entertainment Awards e VH1/Vogue Fashion Awards de 1999, a interpretando em uma versão acústica durante sua primeira turnê mundial Dance Again World Tour (2012) e a incluindo na abertura de sua residência Jennifer Lopez: All I Have (2016-17). O sucesso da obra foi uma surpresa para críticos, contribuindo com a crescente popularidade de artistas latinos em mercados anglófonos e fazendo de Lopez uma das poucas artistas a fazer um crossover bem sucedido na indústria musical. É também considerada uma das canções assinatura e uma das melhores da cantora, constando também na trilha sonora da nona temporada da série brasileira Malhação.

## Antecedentes e lançamento

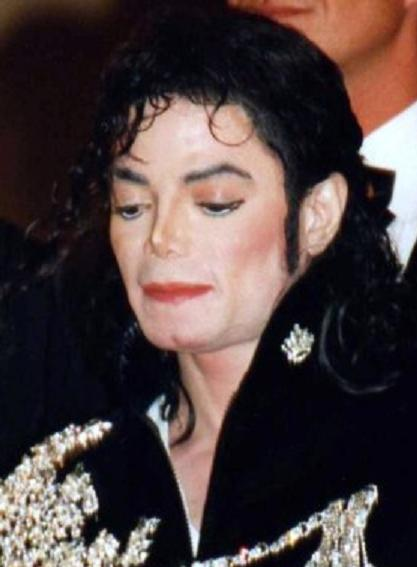
"If You Had My Love" foi originalmente oferecida ao cantor Michael Jackson

Desde tenra idade, os pais porto-riquenhos de Lopez salientaram a ela a importância da ética no trabalho e de se ter um bom nível de inglês. Eles encorajaram-na a realizar apresentações em casa, cantando e dançando na frente de suas irmãs e de seus amigos, para torná-la menos tímida. Enquanto cursava seu último ano no ensino médio, Lopez descobriu que uma empresa cinematográfica estava buscando vários adolescentes para pequenos papéis. Ela participou de um teste e foi escolhida para o elenco de My Little Girl (1986), um filme de baixo orçamento co-roteirizado e dirigido por Connie Kaiserman. Depois que terminou de filmar seu papel na produção, ela decidiu que queria se tornar uma "famosa estrela de cinema". Então, contou aos seus pais sobre este desejo, mas eles consideraram-na uma ideia "muito estúpida" e um objetivo quase impossível para um latino. Seu desentendimento com eles levou-a mudar-se da casa de sua família para um apartamento em Manhattan. Durante este período, ela participou de produções regionais em vários musicais, antes de ser contratada para o coral de um musical que passou pela Europa durante cinco meses. Lopez ficou descontente com o papel, já que era a única membra do coral a não ter uma parte solo. De lá, ela conseguiu um emprego no programa japonês Synchronicity, onde atuou como dançarina, cantora e coreógrafa. Em seguida, conquistou seu primeiro trabalho de destaque como dançarina no programa humorístico televisivo In Living Color. Mais tarde, se mudou para Los Angeles, com o então namorado David Cruz, para filmar a série e permaneceu como integrante do elenco até 1993, quando decidiu se dedicar totalmente à carreira de atriz.
Após co-estrelar papéis em filmes durante um bom tempo, Lopez recebeu sua grande chance em 1996, quando foi escalada para interpretar Selena Quintanilla em sua cinebiografia, lançada em 1997. Embora estivesse interpretando uma cantora, os vocais de Quintanilla são usados em todas as cenas musicais da película, enquanto Lopez apenas sincronizava os lábios. Seu trabalho neste projeto desenvolveu na atriz o desejo de iniciar uma carreira musical, conforme explicado pela mesma: "Eu comecei minha carreira em teatros musicais, no palco. Então, fazer o filme me fez lembrar do quanto eu sentia falta de cantar, dançar, e de coisas do tipo". Após concluir as filmagens, ela estava "sentindo-se bastante [conectada] a suas raízes latinas" e gravou uma demo em espanhol. Em seguida, seu empresário enviou a canção, intitulada "Vivir Sin Ti", para a Work Group, subsidiária da Sony Music Entertainment, que se interessou em contratá-la. Tommy Mottola, presidente da gravadora, a contratou, mas sugeriu que ela priorizasse o inglês. Ela acatou a sugestão e deu início às gravações de seu álbum de estreia On the 6. Durante a produção do projeto, Lopez estava ciente do fato de que havia recebido um contrato discográfico com base em sua aparência e por já ter um nome estabelecido na indústria do entretenimento, e queria provar que tinha talento musical. Sua decisão de se lançar como cantora, porém, foi vista como um ato arriscado, pois estrelas da indústria cinematográfica tiveram "resultados desiguais" quando se tratava de se lançarem na indústria da música, com críticos predizendo que "se o álbum fosse um fracasso, isso não apenas envergonharia Lopez mas também prejudicaria sua carreira".
De acordo com Cory Rooney, um dos compositores da canção, Lopez estava quase finalizando as gravações de On the 6 quando ele e o produtor Rodney Jerkins apresentaram a cantora um CD que seria enviado ao cantor Michael Jackson. O CD continha diversos sons instrumentais, entre eles o que viria a ser posteriormente utilizado em "If You Had My Love". Rooney acreditou que a faixa era "perfeita para Jennifer", e esperou que Jackson não a selecionasse, tendo lembrado: "A melodia iniciou e Michael começou a se mexer e a balançar ao som dela e falou, 'Cara, eu gostei dessa'. Meu coração se desesperou. Depois, ele falou, 'Eu não gostei dela para mim, mas gostei. Vai ser um sucesso na voz de outra pessoa'". Rooney disse que ele e LaShawn Daniels elaboraram as letras do número ao final daquele dia. Uma história diferente, no entanto, foi dita pelo jornalista Damien Shields, ao portal Idolator em 2015, que declarou que Rooney já havia gravado a composição com Lopez em 1998 e que já havia a reservado para a cantora quando Jackson a ouviu. Segundo Shields, Jackson achou que a canção tinha um "groove muito bom" e, por um momento, considerou gravá-la, comentando: "Todo mundo ficou tipo, 'Droga, agora teremos que discutir com o Rei do Pop porque esse já será o primeiro single da Jennifer, já está em movimento e será enviado para as rádios em dois meses'. Como você possivelmente diz um 'não' ao Michael Jackson?". Jackson, então, teria rejeitado a faixa por considerar que ela ficaria mais adequada se fosse gravada por uma mulher. Shields observou: "Essa foi a única das canções de Rodney que ele gostou, mas também teve a intuição de saber que uma mulher deveria cantá-la por perceber que teria melhor potencial".
Originalmente, Lopez queria que "Feelin' So Good" fosse lançado como o seu primeiro single, porém sua gravadora decidiu escolher "If You Had My Love". Chuck Taylor, da Billboard, deu os primeiros indícios de que a canção seria lançada como a primeira música de trabalho da artista em uma resenha antecipada da mesma, publicada na edição de 8 de maio de 1999 da revista, na qual comentou que "a Work está tirando todos os proveitos da imagem sensual dela para ajudar na questão da divulgação". "If You Had My Love" foi finalmente liberado em 11 de maio de 1999 nos Estados Unidos pela Work Group em um CD single apresentando "No me ames" como seu lado B, o qual foi distribuído no Canadá catorze dias depois através da Sony Music Entertainment; na mesma data, foi comercializado um vinil com a mesma faixa do CD single em ambas as nações. Na Alemanha, foi lançada em maxi single em 2 de junho de 1999 sob distribuição da Columbia Records, da mesma forma que na Espanha e no Reino Unido no dia 21 do mesmo mês, enquanto que no Japão o seu lançamento ocorreu em 23 de junho no formato de CD single, através da Sony Music Entertainment.

## Gravação e composição
"If You Had My Love" foi composta por Cory Rooney, LaShawn Daniels e Rodney Jerkins, sendo produzida pelo último. Lopez gravou seus vocais nos Sony Music Studios em Nova Iorque em um microfone SSL 9000, com vocais de apoio fornecidos por Jennifer Karr e Shawnyette Harrell e com a engenharia de áudio realizada por Franklyn Grant e Robb Williams, que utilizaram um gravador Sony 3348 e uma master tape Quantegy 467. As cordas foram gravadas no The Hit Factory, também em Nova Iorque, e foram arranjadas por Williams, Glen Marchese e Larry Gold, "Larry Gold, que também se responsabilizou pela regência. O processo de mixagem, ocorrido no estúdio supracitado, ficou a cargo de Tony Maserati, que usou um console SSL 9000J, um gravador Sony 3348 HR e uma master tape BASF 900. A masterização foi realizada por Herb Powers no Powers House of Sound, em Nova Iorque, com a Sony encarregando-se pela manufatora dos CDs e cassetes. Outros profissionais envolvidos na gravação da faixa foram Bill Makina, Cuck Bailey e Brian Calicchia; o primeiro encarregou-se pela programação e os dois últimos serviram como assistentes no processo de engenharia, ao lado de Williams.
Com duração de quatro minutos e vinte e cinco segundos (4:25), "If You Had My Love" é uma canção derivada dos gêneros pop e R&B, fundindo elementos da salsa e do hip hop em sua composição e com instrumentação que inclui piano, guitarra e instrumentos de cordas. De acordo com a partitura publicada no portal Musicnotes.com pela EMI Blackwood Music, Inc., a faixa foi composta no tom de si menor, com um andamento moderado de 94 batidas por minuto e uma sequência básica formada pelas notas mi menor7, lá ♯ menor7 e si menor7 como sua progressão harmônica. Os vocais de Lopez alternam-se entre as notas lá ♯3 e mi ♯5. Michael Cragg, da BBC Music, avaliou que a voz da artista possui uma "inocência arrulhada". Bett Johnson, da revista Entertainment Weekly, descreveu a obra como um "funk lento".
Liricamente, "If You Had My Love" é similar a uma conversa, na qual Lopez confronta seu admirador de forma "insiste" com uma série de regras básicas antes de eles iniciarem um relacionamento. James Dinh, da MTV, disse que na faixa a cantora "permite que suas inseguranças tirem o seu melhor". Escrevendo para a Billboard, Leslie Richin analisou que a letra "serviu como um conto preventivo para os admiradores que talvez um dia tenham chance com a estrela em ascensão. O mais importante: mentirosos e traidores não estão permitidos". Nas linhas iniciais da faixa, a intérprete declara: "Se você tivesse meu amor / E eu lhe desse minha confiança / Você me consolaria? / E se de alguma forma você soubesse que seu amor é desleal / Você mentiria para mim e me chamaria de "amor?"". No refrão, ela questiona: "Agora, se eu me desse pra você, é como isso ficará sendo / Primeiro de tudo, eu não vou querer que você me traia / Me diga em quem poderei confiar se não puder confiar em você? / E eu me recuso a deixar que você me faça de idiota". Lopez explicou em seu livro True Love (2014) que as letras se referem ao "começo de um novo relacionamento, ao que eu espero e ao que eu quero", dizendo: "Há um pouco de medo nelas também, e uma sensação do tipo, 'o que você vai fazer se eu lhe der meu coração?'". As estrofes consistem nela "tentando estabelecer as regras", enquanto o refrão expressa "todo o medo" que ela sente. Jocelyn Vena, da MTV News, notou que "If You Had My Love" iniciou a abordagem lírica de Lopez ao amor, a qual ela continuou ao longo de sua carreira.

## Crítica profissional
"If You Had My Love" foi a música que estabeleceu que Jennifer Lopez poderia ser uma estrela pop, e  mostrou que ter fama em geral pode ser muito mais importante para o estrelato pop do que uma grande habilidade vocal. Lopez não foi a primeira a provar isso e não seria a última, mas pode ter sido a mais bem-sucedida. A fórmula funcionou perfeitamente; Jennifer Lopez se tornou uma estrela pop completa.

—Tom Breihan, da revista Stereogum
"If You Had My Love" obteve análises positivas de críticos musicais, que elogiaram seu ritmo e sua produção. Enquanto revisava On the 6, um editor da revista NME expressou que Lopez "realmente se destaca" na música, a qual descreveu como sendo uma das maiores "canalizadoras da proposta swing beat" do álbum. Chuck Taylor, da Billboard, falou favoravelmente sobre a produção da obra, chamando-a de "contemporânea e ousada, ao estilo de Faith Evans", observando que sua melodia era semelhante à de "The Boy Is Mine", outra música escrita e composta por Jerkins. Taylor completou: "Lopez parece ter o comando do elemento mais importante — sua voz — embora, reconhecidamente, a melodia vocal desta música se mantenha firmemente em um limite muito estreito. Lopez pode atrair os ouvintes da era mais funk de Vanessa Williams [... ] A curiosidade por si só irá impulsionar isso para as ondas do pop e do R&B; nesse ponto, o gancho, junto com um videoclipe indubitavelmente atraente, deve levar para longe essa estreia". Heather Phares, do banco de dados AllMusic, comentou que a faixa contém uma "sonoridade ardente e comovente, mais de acordo com a personalidade pública de Lopez".
Numa matéria publicada pelo periódico Los Angeles Times, Elysa Gardner descreveu "If You Had My Love" como um pedaço de "hip hop exótico". O redator da revista Vibe, Dream Hampton, adjetivou-lhe de "doce" e "otimista", enquanto os vocais de Lopez foram chamados de "fortes". Brian McCollum, do Rome News-Tribune, considerou "If You Had My Love" um dos singles mais "infecciosos" do ano. Amy Sciarretto, do portal PopCrush, descreveu-a como "suave como seda" e "confiante", que estabeleceu sua intérprete "como mais do que apenas uma atriz que estava 'interessada' na música [...] Os vocais podem ter suas limitações. [Mas a faixa] é [um] R&B e pop semi-sintético, de tempo moderado e contemporâneo interpretado com perfeição". Um repórter do International Business Times avaliou que a música era "amigável ao rádio". Em uma revisão do álbum de remixes de Lopez, J to tha L–O! The Remixes (2002), Sal Cinquemani, da Slant, se referiu como "deliciosa" a interpolação de "Liberian Girl", de Michael Jackson, que fora utilizada no remix da canção elaborado por Dark Child.
Beth Johnson, da Entertainment Weekly, foi favorável a obra e prezou-a por conter um "sedoso groove". O profissional completou dizendo: "Considerando essa porcaria atual repleta de discos lançados por estrelas de cinema vaidosas, por que esperar que a a gravação de estreia de uma atriz seja um sucesso? Bem, surpresa, surpresa. Jennifer Lopez estabelece um groove sedoso, e uma regra ("Não minta para mim, baby"), neste hip-hop de Rodney Jerkins, envolto em salsa". Um outro editor do Los Angeles Times, Jerome Joseph, não foi tão receptivo ao single, argumentando que soava como um "descarte de Brandy ou Monica", chamando Lopez de "Paula Abdul dos 2000". Da mesma forma, o periodista do Hartford Courant, Roger Catlin, afirmou que a canção é "mais um número de R&B brando que poderia ter sido cantado por qualquer pessoa", sugerindo que tem "pouco do elemento latino" da artista. Enquanto Scott Iwasald, do jornal Deseret News, caracterizou os vocais da artista como "sensuais" e que, embora soem sem força, ele nota que em canções como "If You Had My Love" "ela consegue dar um 'toque agradável'. Além das revisões, nos Teen Choice Awards a composição foi condecorada com o prêmio de "Canção do Verão".

## Vídeo musical

### Desenvolvimento

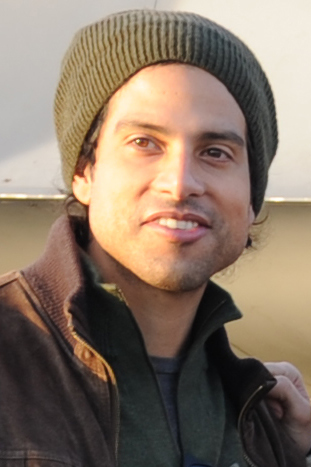
O ator Adam Rodriguez aparece no videoclipe.

O vídeo musical de "If You Had My Love" foi dirigido por Paul Hunter. Ele apresenta como tema central o voyeurismo na internet, em que uma variedade de espectadores assistem Lopez através de suas webcams acessando a uma página fictícia dela na Internet. O Los Angeles Times descreveu o conceito como uma "oportuna fusão temática de números de dança elaborados, o voyeurismo da Internet e os poderes crus de atração que Lopez causa em homens, mulheres e meninas". O videoclipe "interativo" foi lançado em conjunto com o próprio site real da artista na época. Sua "qualidade voyeurística" foi ideia de Hunter, enquanto Sean Combs surgiu com o conceito de site que "ligasse a tudo". Lopez, que tinha uma ideia específica de como ela queria que fosse a cena em que iria haver uma pausa para dançar, descreveu o videoclipe como uma colaboração entre ela, Hunter, Combs e seu empresário Benny Medina. A produção estreou em 17 de maio de 1999, durante uma edição do Total Request Live, sendo liberado para agências de videoclipes na semana que terminou em 22 de maio. O ator Adam Rodriguez explicou como reagiu ao ser convidado para aparecer na produção: "Jennifer e eu já éramos amigos quando ela me ligou para fazer o vídeo dela [...] Lembro-me de ter pensado: 'Por que não iria fazer?' Então descobriu-se que o single foi um grande sucesso e o que realmente catapultou sua carreira para a fama global. Fazer parte disso tornou o verão divertido porque todo mundo conhecia aquele trabalho". As roupas e acessórios usados pela artista na gravação incluíam um top branco e calças de moletom de cintura baixa, um colar de ouro, e um minivestido espelhado durante uma das sequências de dança. No vídeo, ela também exibia um penteado liso com reflexos de castanho mel.

### Sinopse

Capturas do vídeo musical de "If You Had My Love", a qual apresenta Lopez em trajes brancos, executando ações que estão sendo transmitidas em tempo real para diversos usuários de sua página na Internet.

O vídeo começa em uma sala escura, onde um homem (Rodriguez) pesquisa "Jennifer Lopez" em seu computador e é redirecionado para o site da artista (que é exibido por efeitos especiais emulando números binários). Ele assiste a uma transmissão ao vivo que está acontecendo na casa dela, cheia de câmeras. Lopez aparece em uma série de configurações, incluindo uma sala de estar e rastejando sobre uma mesa, e está visivelmente ciente dos espectadores, acenando para a câmera antes da música começar. O homem não está sozinho em suas ações voyeurísticas, já que clientes de um cyber café, uma menina em seu quarto e mulheres em suas cozinhas, entre outros, também estão assistindo a transmissão ao vivo por meio de computadores e televisão pela internet. Os espectadores podem selecionar onde Lopez está localizada no ciberespaço a partir de uma gama de opções. O homem clica em uma sala que mostra a artista no banheiro e cantando enquanto verifica seu reflexo no espelho.
O feed de Lopez também está sendo transmitido ao vivo para uma boate e uma central de atendimento. O homem então clica na opção de dança e é mais uma vez inserido através do binário de efeitos especiais. A artista segue apresentando uma série de coreografias enquanto a música progride para uma parte remixada (Pablo Flores Remix). O homem aumenta o zoom na saia de Lopez, enquanto ela dança ao som de ritmos latinos. Ele então aumenta novamente a entonação sexual, solicitando uma cena em que a artista está tomando banho. Um par de mecânicos que também estão assistindo logo viram suas cabeças para a tela e não prestam atenção em seus carros que estão em chamas. Um novo usuário é apresentado e fica implícito que ele joga seu computador debaixo d'água para "diminuir a temperatura" (por assim dizer), onde continua a observá-la. No final original, Rodriguez é mostrado passando a mão esquerda por baixo da camisa e "chupando os dedos da mão direita" ao mesmo tempo em que a artista o avista através da câmera enquanto toma banho. Esta cena foi cortada da versão oficial.

### Recepção e impacto
Após seu lançamento, o vídeo foi reproduzido em grande rotação pela MTV. A Billboard o considerou "muito quente" e "fetichista", e a revista Vibe o clamou como um dos melhores vídeos de dança da carreira de Lopez. Em 2015, a BET avaliou: "Acreditamos que não é possível que alguém possa se esquecer do número de dança atrevido realizado por Jennifer em seu vídeo de estreia". De acordo com o monitoramento da Nielsen Broadcast Data Systems, o clipe se tornou o mais reproduzido no VH1 em um determinado ponto em agosto de 1999. No mesmo período, um escritor da Billboard discutiu o impacto internacional que a obra estava tomando, escrevendo que Lopez "não está muito atrás de Ricky Martin como a maior estrela da música latina na Ásia. Com a força do vídeo de 'If You Had My Love', Lopez disparou de uma desconhecida para o status de superestrela em mercados tão diversos como Filipinas e Índia". Jeff Selamutu, um editor do Channel V, opinou que a gravação ajudou a artista a "abrir o envelope" na região da Ásia-Pacífico para cantoras internacionais, em um cenário que até então só havia sido conquistado por Janet Jackson e Madonna. Como resultado, o Canal V estruturou uma campanha de um mês em torno do lançamento de On the 6, com "If You Had My Love" sendo tocada até seis vezes por dia nas filiais internacionais da rede. Em 2014, Christina Lee, do Idolator, observou que a gravação apresenta a "verdadeira Jennifer", explicando: "A maneira como Jennifer olhava para a câmera — não era forçado [...] Em um momento ela é fria, com seus olhares duros e letras insistentes [...] Mas então ela gira os quadris e sorri casualmente por cima do ombro. Ela é naturalmente uma diva".
O site Nine.com.au chamou de "assustadora" a temática cyberstalking da obra, com um jornalista da Complex o catalogando entre os "maiores momentos tecnológicos da história dos videoclipes". Lisa Nakamura negativou o vídeo em seu livro Digitizing Race: Visual Cultures of the Internet (2008), por "dá um novo reforço à tradicional posição feminina como objeto do olhar", onde Lopez se apresenta "como um objetivo de interatividade". Nakamura acrescentou: "Neste vídeo, temos acesso ao corpo da estrela através da mente do espectador. Nós a vemos como ele a vê, por meio do uso da interface. Essa divisão representa uma dicotomia paradigmática na teoria de gênero: onde o corpo é sempre o da latina, da mulher negra, e a mente é sempre a de um homem branco". Em Rewind, Play, Fast Forward: The Past, Present and Future of the Music Video (2015), os autores Henry Keazor e Thorsten Wübbena observaram que "a ideia da presença de uma estrela musical online foi concebida e visualizada" na obra, escrevendo: "A cantora foi apresentada como uma espécie de 'bela cativa' — como poderia cita-la referenciado o título de um romance de Alain Robbe-Grillet —, porque ela parece estar confinada em uma série de salas brancas em clínicas onde tudo está sob observação". Os escritores também observaram que a produção prenunciava "a uma realidade" que mais tarde se tornaria visível com o surgimento do YouTube. Justin Myers, da Official Charts Company, exclamou que o "vídeo inspirado em um reality show" adiantou o que viria a se tornar o Big Brother, atribuindo isso como parte do "#impacto de J-Lo". Em 2021, a rapper Princess Nokia prestou homenagem a gravação em seu próprio videoclipe para "It's Not My Fault", no qual ela recriou o visual de Lopez e uma série de cenas de "If You Had My Love".
A rede de televisão Fuse incluiu os figurinos de "If You Had My Love" entre os mais icônicos da videografia de Lopez. Para a Cosmopolitan, Monica Castillo os considerou "inexplicavelmente sexy", enquanto a redatora da revista Latina, Nichole Fratangelo disse que embora Lopez ficasse "angelical de branco, o destaque foi seu toque impertinente". Gaby Wilson, da MTV News, destacou a sua influência para o vídeo de "Slow Down", da artista compatriota Selena Gomez, afirmando que ambos se assemelhavam no fato de apresentarem suas intérpretes "dançando sozinhas em espaços clinicamente brancos/prateados". O trabalho recebeu um total de quatro indicações aos MTV Video Music Awards de 1999, nomeadamente Melhor Vídeo Feminino, Melhor Vídeo de Dança, Melhor Vídeo Pop e Melhor Artista Revelação em Vídeo. Porém acabou não conquistando nenhuma. Nos Billboard Music Awards, do mesmo ano, "If You Had My Love" foi indicado aos prêmios Maximum Vision, Melhor Vídeo Dance, Melhor Novo Artista Dance, Melhor Vídeo Pop e Melhor Novo Artista Pop. Com isso, Lopez converteu-se no artista com mais indicações naquela edição, sendo que mais uma vez não obteve êxito.

## Apresentações ao vivo

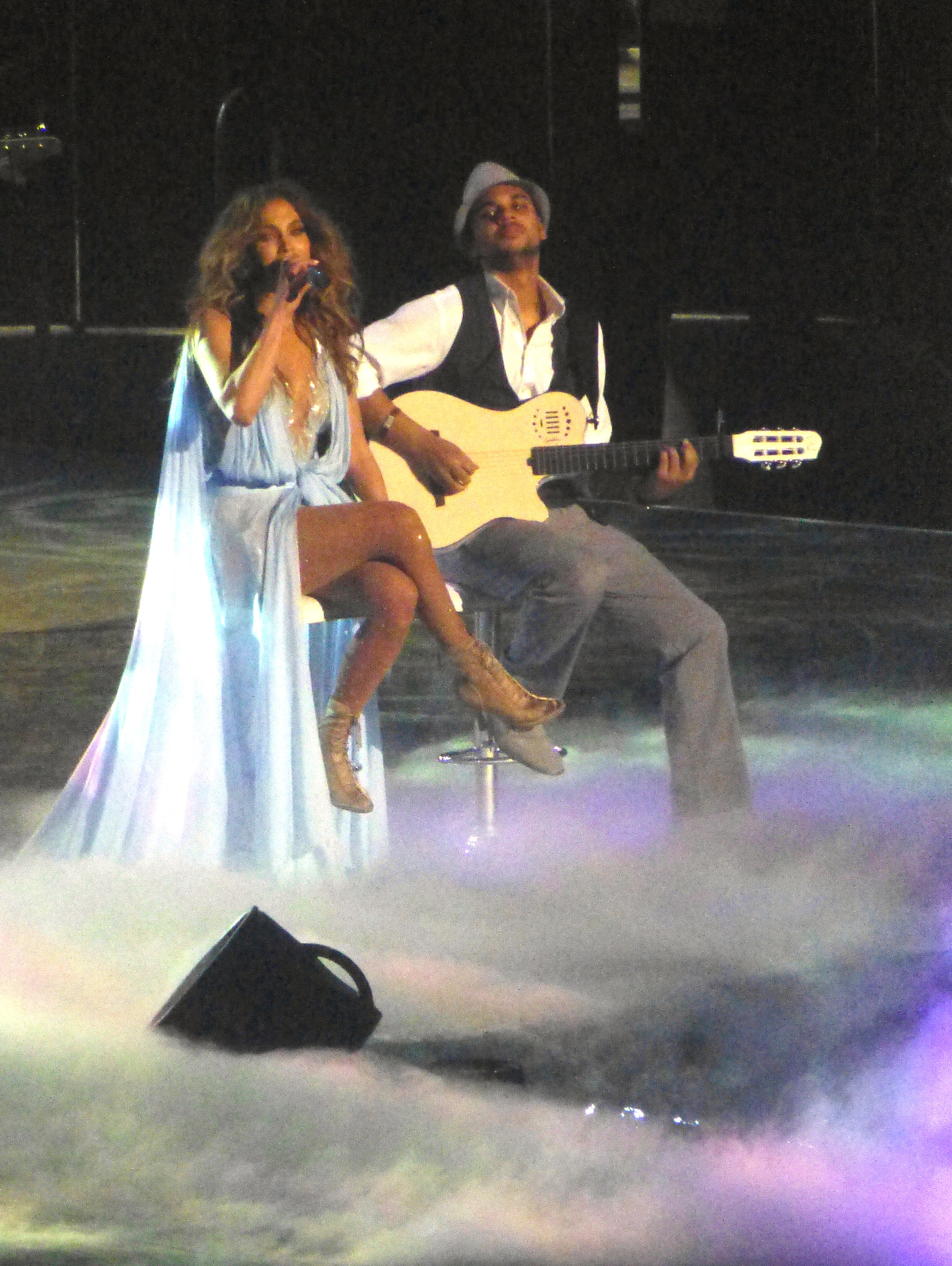
Lopez interpretando uma versão acústica de "If You Had My Love" durante sua Dance Again World Tour em 2012

A primeira apresentação ao vivo de "If You Had My Love" ocorreu nos Blockbuster Entertainment Awards, realizado em 26 de junho de 1999. Em dezembro, Lopez a apresentou em uma versão remix nos VH1/Vogue Fashion Awards, onde também ganhou o prêmio de Artista Feminina Mais Fashion. Em setembro de 2001, realizou novamente a canção durante sua digressão promocional, intitulada Let's Get Loud, realizada apenas em Porto Rico, que foram seus primeiros shows completos. Na primeira turnê de sua carreira, realizada ao lado de seu então marido Marc Anthony em 2007, "If You Had My Love" foi incluída no repertório. Em sua apresentação no Mohegan Sun em outubro de 2011 para comemorar o 15º aniversário do cassino, Lopez apresentou uma versão acústica da obra. O palco estava iluminado de azul e cercado por fumaça de gelo seco, com a cantora perguntando ao público enquanto realizava a música: "Vocês querem falar sobre amor?". Foi relatado que ela "desabou" em lágrimas após a execução. A obra foi mais uma vez apresentada em formato acústico e "despojado", dessa vez em sua turnê mundial Dance Again World Tour (2012). Descrevendo-o como o "primeiro momento realmente íntimo do show", ela queria apresentá-lo em uma versão "menor" para que parecesse uma conversa, "como se eu estivesse conversando com o público, compartilhando onde comecei e onde me encontro agora". Gerrick Kennedy, do jornal Los Angeles Times, escreveu que, embora "as baladas ainda não sejam firmemente o seu terreno", ela "soou melhor" durante a apresentação acústica. Michele Amabile Angermiller, editor do The Hollywood Reporter, chamou a performance de "um momento doce e íntimo", acrescentando: "Às vezes, simplesmente entregar uma música sem todos os efeitos e produção é suficiente".
Na Dubai World Cup, ocorrida em março de 2014, Lopez executou um trecho de "If You Had My Love" com sua música "Girls", enquanto realizava um strip-tease. Ela descreveu a performance como burlesca. Servindo como número de abertura em sua residência Jennifer Lopez: All I Have, que começou Las Vegas em 2016, a composição foi precedida por um "estéreo número de abertura", onde dançarinas em fantasias de showgirl foram suspensas acima do palco. A cantora usava um macacão brilhante incrustado de cristais e um manto de penas brancas. Escrevendo para o The Guardian, Eve Barlow considerou-a uma "abertura deslumbrante". Mais tarde, a faixa também foi incorporada ao segmento strip-tease do espetáculo, onde ela "se contorceu em uma espreguiçadeira". Lopez cantou a versão "Pablo Flores Remix" da obra como parte de uma mistura durante os MTV Video Music Awards em 20 de agosto de 2018, realizado no Radio City Music Hall, em Nova Iorque.

## Impacto cultural
"O legado de J. Lo como uma das maiores estrelas pop pode ser atribuído em grande parte a "If You Had My Love", um dos melhores primeiros passos do pop dos anos 1990. [..] o single de estreia de Lopez foi um golpe relâmpago que exalava tanta confiança que você esquece que foi apenas isso: uma estreia. A faixa foi a dose mais potente da fórmula única de J. Lo: uma grande produção paralela à tendência em curso no pop — o violão pesado de "No Scrubs" do TLC —, uma performance vocal que consegue ser apaixonante apesar de sua fraqueza, e o gancho direto que se enterra em sua memória em duas escutas".

—Brian Josephs, da Complex
Embora Lopez já tivesse alcançado notoriedade como atriz, a mídia creditou o sucesso de "If You Had My Love" por torná-la um nome mais familiar ao público. Após o lançamento da obra — que de acordo com a Billboard foi precedida por uma "tempestade de comoção que impactou por meses como um trovão" —, a artista ganhou visibilidade internacional e foi alçada para o estrelato, como uma "estrela pop comercialmente viável". O portal Radar Online afirmou que o tema a "tornou uma sensação pop da noite para o dia", a Rolling Stone observou que marcou o início do império midiático da artista, enquanto o New York Daily News avaliou que, através dele, "o mundo descobriu que ela tinha algo de especial". O lançamento tanto da música quanto de On the 6 permitiram que a artista se juntasse a um "círculo de elite" formado por pouco atores que obtiveram êxito na indústria musical, sendo ela o primeiro caso desde Vanessa Williams em 1992 e Martika em 1989. Jennifer Charles, da KSZR, escreveu que "se você tinha dúvidas sobre a ideia de Jennifer Lopez como uma artista musical, elas desapareceram assim que o ritmo se iniciou e ela começou a cantar". Em 2008, o News.com.au escreveu que a transição de atriz para cantora "sempre foi um desafio difícil, fazendo muitas vítimas", identificando Lopez como uma das poucas "histórias de sucesso que mantêm um fluxo constante de atrizes tentando fazer esse cruzamento de carreira". O site também expressou: "Para cada história de sucesso, há mais do que um punhado de fracassos, ou na proporção de celebridade para celebridade, uma Jennifer Lopez para três Minnie Drivers". Seu sucesso subsequente nas paradas foi uma surpresa para os críticos; Herón Marquez escreveu em Latin Sensations (2001) que "de repente, a indústria da música e o público ficaram intrigados com essa mulher que parecia ter tantos talentos diferentes".
Por ser descendente de latinos e passar para o mercado musical anglófono, a cantora foi considerada uma "realeza crossover". O sucesso da canção coincidiu com a chamada "explosão latina" de 1999, um período que ficou conhecido pela crescente popularidade de artistas de origem hispânica ou latina nos Estados Unidos, como Ricky Martin e Enrique Iglesias. Na época, notou-se que este movimento estava "criando uma agitação" no entretenimento estadunidense. Brian Haack, da The Recording Academy, atribuiu a atuação de Lopez em Selena como um fator que contribuiu para posicioná-la como "a estrela feminina emergente que ajudou a impulsionar o movimento pop latino". Chris Poppe, vice-presidente de marketing da Epic Records, comentou: "Foi fácil para a mídia colocar Jennifer nisso, embora este não seja tecnicamente um álbum latino. Atraiu muita atenção positiva para 'If You Had My Love'. O rádio reagiu quase imediatamente à música". O interesse em Martin e Lopez foi ainda creditado por "impulsionar o perfil da música latina no Canadá" e ajudou a filial da Sony Music no país a lançar outro cantor de ascendência latina, Marc Anthony. Mais tarde, Lopez refletiu: "É engraçado que eles [mídia e indústria] criem uma coisa de 'movimento' porque três pessoas lançaram um álbum ao mesmo tempo, ou o que quer que seja. Sim, sou latina. Sim, fiz um álbum pop inglês porque cresci aqui nos Estados Unidos. Sei lá [..] Nunca me incomodou em nada. Não acho isso uma coisa negativa, mas também não acho justo que façam parecer que pessoas ou uma cultura sejam uma moda passageira".
Em retrospecto, "If You Had My Love" foi incluída em diversas listas compilando as melhores músicas de Lopez. O jornalista musical do About.com, Bill Lamb, colocou-o no posto máximo e elogiou sua "sensação elegante misturada com cordas vibrantes". A revista Complex também nomeou a música como o maior sucesso da carreira da intérprete. Foi escolhida como a favorita de seu catálogo entre os ouvintes da AOL Radio. Stacy Lambe, do VH1, a listou como o seu quinto melhor single, escrevendo: "O tema de estreia de Lopez se baseou em tudo o que era popular em 1999. Ele fundiu os sintetizadores tornados populares pelo TLC, destacou o brilho latino tornado lucrativo por Ricky Martin e veio embalado com o reconhecimento cinematográfico de Lopez e seu apelo sexual. A canção pop fez o que deveria fazer, debutando no número 1 da Billboard Hot 100 e anunciando que Jennifer, a cantora, havia chegado". Ao catalogar "as 20 Maiores Músicas do Verão da década de 1990", a Rolling Stone posicionou a obra na sétima ocupação. A escritora da revista Bustle, Jordana Lipsitz, chamou-a de uma das canções que definiram o verão de 1999, acrescentando: "Essa música foi a jam session com a qual você e suas amigas praticavam suas rotinas como dançarinas de apoio. Admita". Em 2012, Lewis Corner, da Digital Spy, descreveu "If You Had My Love" como um "clássico R&B", que serve como "um lembrete firme de sua natureza romântica ferozmente independente, mas sem esperança, que parece refletir sua vida pessoal colorida". O rapper T-Pain creditou o remix da canção feito por Darkchild, como um fator que o motivou a ter usado Auto-Tune "por um segundo", além do processador de correção de tom.

### Uso na mídia e regravações
O artista canadense Drake sampleou o refrão de "If You Had My Love" em "Teenage Fever", uma música inclusa em sua mixtape More Life (2017). A cantora Melanie Martinez também sampleou o tema em "Brain and Heart" parte de seu extended play (EP) After School, lançado em 2020. Além disso, "If You Had My Love" constou na trilha sonora da nona temporada da série brasileira Malhação.

## Faixas e formatos
A distribuição de "If You Had My Love" ocorreu em diferentes formatos e conteúdos. Nos Estados Unidos foi comercializado em um CD single e maxi single; o primeiro apresenta a canção e "No Me Ames" em versão remixada servindo como seu lado B, enquanto o outro continha quatro remixs de "If You Had My Love". Um outro maxi single foi liberado no país sendo composto por diversas remisturas de ambas as canções citadas. Já na Austrália a composição foi liberada no mesmo formato, incluindo a obra tanto em sua edição de rádio quanto em outras quatro edições aprimoradas. Em terras britânicas, divulgou-se uma fita cassete possuindo "If You Had My Love" em versão padrão e remix.
| CD single estadunidense |                               |         |  |
| N.º                     | Título                        | Duração |  |
| 1.                      | "If You Had My Love"          | 4:28    |  |
| 2.                      | "No Me Ames" (Tropical Remix) | 5:05    |  |
| Duração total:          | Duração total:                | 9:28    |  |

| Maxi single estadunidense |                                                    |         |  |
| N.º                       | Título                                             | Duração |  |
| 1.                        | "If You Had My Love" (Radio Edit)                  | 3:47    |  |
| 2.                        | "If You Had My Love" (Pablo Flores Remix Edit)     | 3:54    |  |
| 3.                        | "If You Had My Love" (Dark Child Remix Radio Edit) | 3:56    |  |
| 4.                        | "If You Had My Love" (Dark Child Remix Extended)   | 6:01    |  |
| Duração total:            | Duração total:                                     | 17:38   |  |

| Fita cassete britânica |                                                   |         |  |
| N.º                    | Título                                            | Duração |  |
| 1.                     | "If You Had My Love" (Versão do Álbum)            | 4:25    |  |
| 2.                     | "If You Had My Love" (Darkchild Remix Radio Edit) | 4:00    |  |
| Duração total:         | Duração total:                                    | 8:25    |  |

| Single digital / maxi single estadunidense |                                                    |         |  |
| N.º                                        | Título                                             | Duração |  |
| 1.                                         | "If You Had My Love" (Radio Edit)                  | 3:47    |  |
| 2.                                         | "If You Had My Love" (Pablo Flores Remix Edit)     | 3:54    |  |
| 3.                                         | "If You Had My Love" (Dark Child Remix Radio Edit) | 4:00    |  |
| 4.                                         | "If You Had My Love" (Pablo Flores Remix)          | 9:12    |  |
| 5.                                         | "If You Had My Love" (Dark Child Remix Extended)   | 6:18    |  |
| 6.                                         | "No Me Ames" (Tropical Remix)                      | 5:03    |  |

| Maxi single australiano |                                            |         |  |
| N.º                     | Título                                     | Duração |  |
| 1.                      | "If You Had My Love" (Radio Edit)          | 3:47    |  |
| 2.                      | "If You Had My Love" (Dark Child Remix #1) | 4:01    |  |
| 3.                      | "If You Had My Love" (Master Mix)          | 4:25    |  |
| 4.                      | "If You Had My Love" (Dark Child Remix #2) | 6:04    |  |
| 5.                      | "If You Had My Love" (Pablo Flores Remix)  | 3:54    |  |

## Créditos
Todo o processo de elaboração de "If You Had My Love" atribui os seguintes créditos:
Gravação
- Gravada nos Sony Music Studios (Nova Iorque)
- Cordas gravadas no The Hit Factory (Nova Iorque)
- Mixada no The Hit Factory (Nova Iorque)
- Masterizada nos Powers House of Sound (Nova Iorque)

Publicação
- Publicada pelas empresas EMI Blackwood Music, Inc. e Rodney Jerkins Productions, Inc. (BMI)
- Todos os direitos administrados pelas empresas EMI Blackwood Music, Inc., EMI April Music, Inc., LaShawn Daniels Productions (ASCAP), Sony/ATV Songs LLC E Cori Tiffani Publishing (BMI)
- Todos os direitos pertencentes à Sony/ATV Music Publishing

Produção
| - Jennifer Lopez: vocalista principal - Rodney Jerkins: composição, produção - Cory Rooney: composição - Jennifer Karr: vocalita de apoio - Shawnyette Harrell: vocalista de apoio - Bill Makina: programação - Franklyn Grant: engenharia | - Chuck Bailey: assistência de engenharia - Brian Calicchia: assistência de engenharia - Larry Gold: arranjo de cordas, regência de cordas - Robb Williams: arranjo de cordas, assistência de engenharia - Glen Marchese: arranjo de cordas - Herb Powers: masterização |

## Desempenho comercial

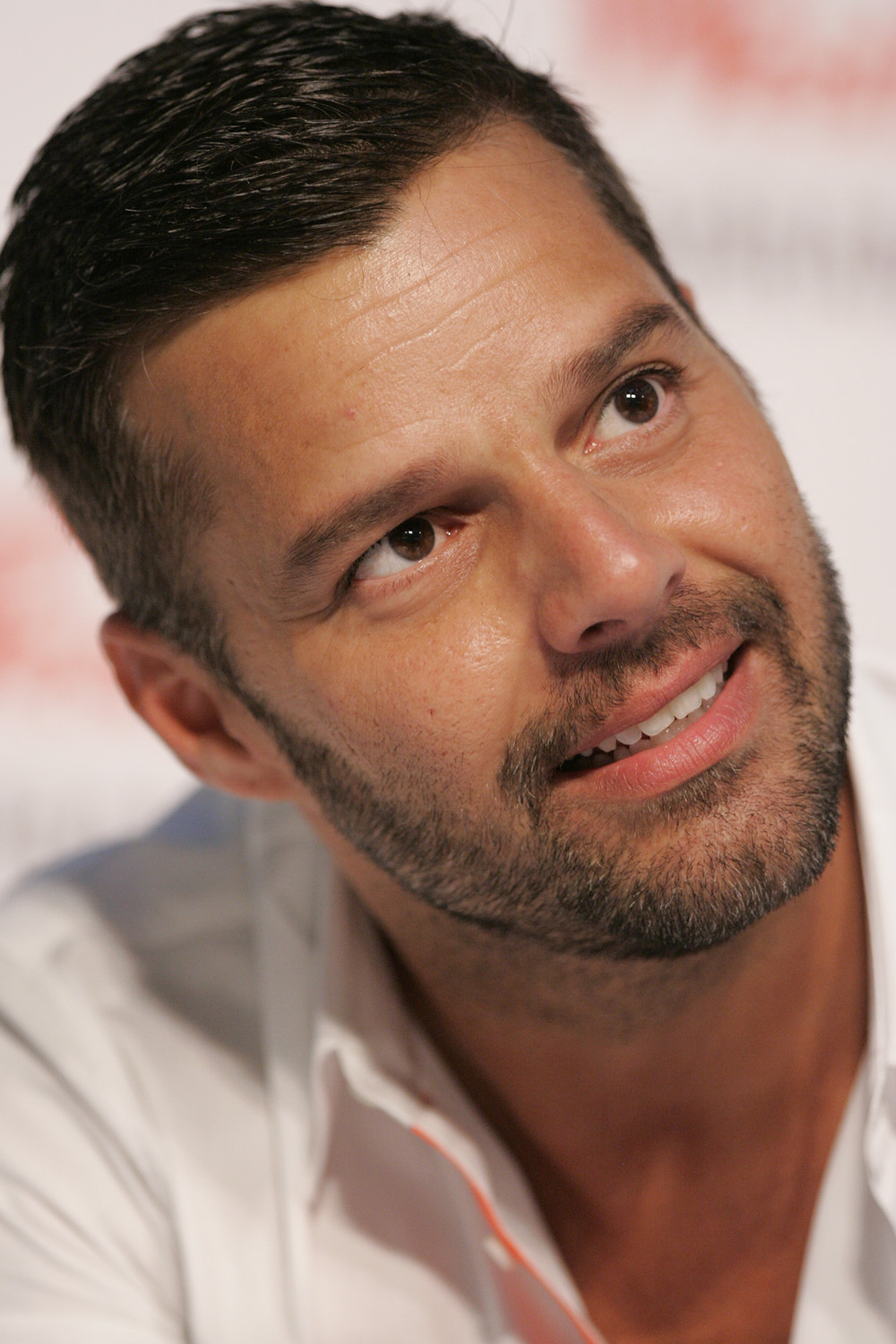
Nos Estados Unidos, "If You Had My Love" atingiu o posto máximo da Billboard Hot 100, substintuindo "Livin' La Vida Loca", de Ricky Martin (imagem), tornando-se a segunda vez que um artista latino sucedeu outro da mesma origem étnica na história da tabela.

"If You Had My Love" foi bem recebida comercialmente. Nos Estados Unidos, atraiu instantemente a atenção das estações de rádio após seu lançamento. Sua estreia ocorreu no número 81 da tabela Billboard Hot 100 na semana que terminou no dia 15 de maio de 1999, e saltou para 64 na atualização seguinte. Vendeu 66 mil cópias em sua terceira semana, o que o fez debutar no quinto posto da parada Hot 100 Single Sales. Isso, junto com um aumento de 16,7% em audiência nas rádios, permitiu sua ascensão para a oitava colocação do Billboard Hot 100; também qualificou-se entre os dez primeiros da tabela Hot R&B/Hip-Hop Songs naquela edição. Em sua quarta atualização, a composição saltou para o cume do Hot 100 Singles Sales ao distribuí 120 mil unidades, um aumento de 80% em sua comercialização. Posteriormente, passou para a vice-liderança do Billboard Hot 100, recebendo o maior ganho tanto em vendas quanto em execuções radiofônicas naquela edição.
"If You Had My Love" finalmente angariou o ápice do gráfico na edição de 12 de junho, graças a um aumento de 30% em suas vendas e um total de 5 milhões e 600 mil ouvintes nas rádios. Assim, substituiu "Livin' La Vida Loca", de Ricky Martin, que ocupava o posto há cinco semanas consecutivas, marcando a primeira vez que um artista latino sucedeu outro da mesma origem étnica no comando do gráfico, um feito que não ocorria desde que "Coming Out of the Dark", de Gloria Estefan, sucedeu "One More Try", de Timmy T, em 1991. Converteu-se na primeira canção de estreia por uma artista feminina em carreira solo a chegar ao topo da Billboard Hot 100 desde "...Baby One More Time", de Britney Spears, que realizou o feito apenas quatro meses antes. Além disso, "If You Had My Love" deu ao WORK Group o seu primeiro lançamento em primeiro lugar na parada. Ao comercializar mais de 170 mil e 500 cópias em apenas seis semanas, tornou-se a segunda música a liderá-la com o maior ganho em vendas e em airplay, depois de "Livin' La Vida Loca" em maio. Também foi a primeira na história da Billboard a reivindicar simultaneamente a posição máxima na Billboard Hot 100, Hot 100 Singles Sales e R&B Singles Sales.
Em 17 de julho, a música caiu para o número dois no Billboard Hot 100, tendo sido destronada por "Bills, Bills, Bills", do Destiny's Child. Apesar disso, nesta semana atingiu sua maior audiência nas rádios até então, com 84 milhões e 200 mil ouvintes. No total, "If You Had My Love" constou por cinco atualizações no cume da tabela, empatando com "Genie in a Bottle", de Christina Aguilera, como a canção de maior estadia no posto durante o verão. Concluiu o ano como a 12ª faixa mais bem sucedida no gráfico. Adicionalmente, obteve o segundo lugar na genérica Pop Songs, o sexto no Hot R&B/Hip-Hop Songs e o quinto no Hot Dance Club Play. Mais tarde, a Recording Industry Association of America (RIAA) o concedeu um certificado de ouro denotando 500 mil cópias adquiridas em território estadunidense. Em 2015, a Billboard classificou-o como a segunda faixa de maior sucesso do verão de 1999, atrás de "Genie in a Bottle". Obteve um desempenho semelhante no Canadá; na Canadian RPM Top Singles a composição avançou para o topo — posição a qual esteve por seis edições consecutivas —, assim como na Canadian RPM Dance Singles.
Em terras britânicas, "If You Had My Love" galgou até o quarto posto do UK Singles Chart, com as vendas da primeira semana chegando a 77 mil. Posteriormente, a British Phonographic Industry certificou-o com ouro indicando compras de 200 mil unidades e, de acordo com a The Official Charts Company (OCC), esse valor já ultrapassou 300 mil até 2016. Ao redor da Europa, a obra atingiu a colocação máxima nas tabelas da Grécia, Finlândia e Países Baixos, ao passo em que liderou o European Radio Top 50 e chegou até o 4.° posto no European Hot 100 Singles, ambos gráficos publicados pela Music & Media. Registrou resultados gloriosos na Oceania; constatou no cume das paradas musicais da Austrália e Nova Zelândia. Foi condecorado com certificado de platina dupla pela Australian Recording Industry Association (ARIA), ao exceder 170 mil unidades vendidas no primeiro, e como ouro pela Recorded Music NZ (RIANZ) devido às 10 mil réplicas adquiridas no segundo. Retrospectivamente, refletindo sobre o sucesso da música, Lopez disse: "Quando penso nisso ainda fico surpresa, o primeiro álbum que fiz teve um sucesso em primeiro lugar. É um sentimento avassalador. Isso não acontece o tempo todo. Isso é uma coisa muito especial". Até 2017, mais de 5 milhões de cópias da composição haviam sido adquiridas globalmente.
| País — Tabela musical (1999)        | Posição de pico |
| ----------------------------------- | --------------- |
| Alemanha (GfK Entertainment Charts) | 5               |
| Austrália (ARIA Charts)             | 1               |
| Áustria (Ö3 Austria Top 40)         | 13              |
| Bélgica (Ultratop 50 de Flandres)   | 9               |
| Bélgica (Ultratop 40 de Valônia)    | 3               |
| Canadá (RPM Adult Contemporary)     | 1               |
| Canadá (RPM Dance/Urban)            | 1               |
| Canadá (RPM Single Chart)           | 1               |
| Dinamarca (Hitlisten)               | 1               |
| Escócia (OCC)                       | 5               |
| Espanha (PROMUSICAE)                | 7               |
| Estados Unidos (Adult Top 40)       | 32              |
| Estados Unidos (Billboard 100)      | 1               |
| Estados Unidos (Dance Club Songs)   | 5               |
| Estados Unidos (Latin Songs)        | 27              |
| Estados Unidos (Pop Songs)          | 2               |
| Estados Unidos (Rhythmic Songs)     | 1               |
| Europa (European Hot 100 Singles)   | 4               |
| Finlândia (IFPI Finlândia)          | 1               |
| França (SNEP)                       | 4               |
| Grécia (IFPI Grécia)                | 1               |
| Hungria (MAHASZ)                    | 1               |
| Irlanda (IRMA)                      | 4               |
| Islândia (Íslenski Listinn Topp 40) | 2               |
| Itália (Musica e dischi)            | 4               |
| Noruega (VG-lista)                  | 7               |
| Nova Zelândia (Recorded Music NZ)   | 1               |
| Países Baixos (Dutch Top 40)        | 2               |
| Países Baixos (Single Top 100)      | 1               |
| Reino Unido (UK Singles Chart)      | 4               |
| Reino Unido (UK R&B Chart)          | 2               |
| Suécia (Sverigetopplistan)          | 9               |
| Suíça (Schweizer Hitparade)         | 5               |

| País — Tabela musical (1999)           | Posição |
| -------------------------------------- | ------- |
| Alemanha (GfK Entertainment Charts)    | 32      |
| Austrália (ARIA Charts)                | 16      |
| Bélgica (Ultratop 50 de Flandres)      | 73      |
| Bélgica (Ultratop 40 de Valônia)       | 20      |
| Canadá (RPM Singles Chart)             | 10      |
| Canadá (RPM Adult Contemporary)        | 35      |
| Canadá (RPM Dance/Urban Singles Chart) | 11      |
| Estados Unidos (Adult Top 40)          | 96      |
| Estados Unidos (Billboard Hot 100)     | 12      |
| Estados Unidos (Hot R&B/Hip-Hop Songs) | 46      |
| Estados Unidos (Pop Songs)             | 10      |
| Estados Unidos (Rhythmic Songs)        | 7       |
| Europa (European Hot 100 Singles)      | 20      |
| Europa (European Radio Top 100)        | 6       |
| França (SNEP)                          | 15      |
| Nova Zelândia (Recorded Music NZ)      | 37      |
| Noruega (VG-lista)                     | 13      |
| Países Baixos (Dutch Top 40)           | 31      |
| Países Baixos (Single Top 100)         | 23      |
| Reino Unido (UK Singles Chart)         | 53      |
| Romênia (Romanian Top 100)             | 8       |
| Suécia (Sverigetopplistan)             | 54      |
| Suíça (Schweizer Hitparade)            | 15      |

| País — Tabela musical (1990–99)    | Posição |
| ---------------------------------- | ------- |
| Estados Unidos (Billboard Hot 100) | 46      |

| Região                                                                                                  | Certificação | Vendas    |
| --- | ------------ | --------- |
| Alemanha (BVMI)                                                                                         | Ouro         | 250 000^  |
| Austrália (ARIA)                                                                                        | 2x Platina   | 170 000^  |
| Bélgica (BEA)                                                                                           | Platina      | 50 000*   |
| Estados Unidos (RIAA)                                                                                   | Platina      | 1 200 000 |
| França (SNEP)                                                                                           | Ouro         | 300 000   |
| Nova Zelândia (RIANZ)                                                                                   | Ouro         | 10 000*   |
| Reino Unido (BPI)                                                                                       | Ouro         | 477 000   |
| Suécia (GLF)                                                                                            | Platina      | 30 000^   |
| Suíça (IFPI Suíça)                                                                                      | Ouro         | 25 000^   |
| *números de vendas baseados somente na certificação ^números de vendas baseados somente na certificação |              |           |

## Histórico de lançamento
| País           | Data                | Formato     | Gravadora(s) | Ref.   |
| -------------- | ------------------- | ----------- | ------------ | ------ |
| Estados Unidos | 11 de maio de 1999  | CD single   | Work         | [ 14 ] |
| Canadá         | 25 de maio de 1999  | CD single   | Columbia     | [ 15 ] |
| Canadá         | 25 de maio de 1999  | vinil       | Columbia     |        |
| Estados Unidos | 25 de maio de 1999  | Work        | [ 16 ]       |        |
| Alemanha       | 2 de junho de 1999  | Maxi single | Columbia     | [ 17 ] |
| Espanha        | 21 de junho de 1999 | Maxi single | Columbia     | [ 18 ] |
| Reino Unido    | 21 de junho de 1999 | Maxi single | Columbia     | [ 19 ] |
| Japão          | 23 de junho de 1999 | CD single   | Sony         | [ 20 ] |